# Văcărești
Văcăreşti é uma comuna romena localizada no distrito de Dâmboviţa, na região de Muntênia. A comuna possui uma área de 38.21 km² e sua população era de 5106 habitantes segundo o censo de 2007.